# Microgomphus verticalis
Microgomphus verticalis – gatunek ważki z rodziny gadziogłówkowatych (Gomphidae).